# ماکوف مازوویتسکی
ماکوف مازوویتسکی (به لاتین: Maków Mazowiecki) یک منطقهٔ مسکونی در لهستان است که در شهرستان ماکوف واقع شده‌است. ماکوف مازوویتسکی ۱۰٫۳ کیلومتر مربع مساحت و ۹٬۸۸۰ نفر جمعیت دارد.